# فرودگاه آبی لک سن آگوستین، کبک
فرودگاه آبی لک سن آگوستین، کبک (به انگلیسی: Québec/Lac Saint-Augustin Water Airport) یک فرودگاه خصوصی است که یک باند فرود آب دارد. این فرودگاه در شهر کبک کشور کانادا قرار دارد و در ارتفاع ۴۱ متری از سطح دریا واقع شده است.